# Volleyball-Weltmeisterschaft der Frauen 2014/Teilnehmer
Bei der Volleyball-Weltmeisterschaft der Frauen 2014 traten 24 Mannschaften an. Für jede Mannschaft wurde ein Kader mit 14 Spielerinnen nominiert.

## Argentinien
- Lucia Gaido
- Tanya Acosta
- Paula Yamila Nizetich
- Lucía Fresco
- Elina Rodriguez
- Sol Piccolo
- Emilce Sosa
- Julieta Constanza Lazcano
- Tatiana Soledad Rizzo
- Leticia Boscacci
- Josefina Fernandez
- Florencia Natasha Busquets Reyes
- Antonela Ayelen Curatola
- Yael Castiglione

## Aserbaidschan
- Jeyran Aliyeva
- Kseniya Kovalenko
- Anastasiya Gurbanova
- Oksana Kurt (Parkhomenko)
- Odina Bayramova (Aliyeva)
- Ayshan Abdulazimova
- Yelena Parkhomenko
- Natavan Gasimova
- Jana Matiašovská-Ağayeva
- Katerina Zhidkova
- Oksana Kiselyova
- Polina Rahimova

## Belgien
- Angie Bland
- Frauke Dirickx
- Nina Coolman
- Laura Heyrman
- Charlotte Leys
- Valérie Courtois
- Lise Van Hecke
- Els Vandesteene
- Dominika Strumilo
- Helene Rousseaux
- Ilka Van De Vijver
- Britt Ruysschaert
- Sarah Cools
- Maud Catry

## Brasilien
- Fabiana Claudino
- Danielle Lins
- Ana Carolina Da Silva
- Adenízia Silva
- Thaísa Menezes
- Jaqueline Carvalho
- Gabriela Braga Guimarães
- Tandara Caixeta
- Natália Pereira
- Sheilla Castro
- Fernanda Rodrigues
- Josefa Fabíola
- Camila Brait
- Léia Silva

## Bulgarien
- Diana Nenowa
- Lora Kitipowa
- Dobriana Rabadziewa
- Zwetelina Zarkowa
- Kremena Kamenowa
- Hristina Rusewa
- Iwelina Monowa
- Marija Filipowa
- Slawina Kolewa
- Nasja Dimitrowa
- Eliza Wasilewa
- Straschimira Filipowa
- Emilija Nikolowa
- Elena Kolewa

## China
- Yuan Xinyue
- Zhu Ting
- Yang Fangxu
- Shen Jingsi
- Yang Junjing
- Wei Qiuyue
- Zeng Chunlei
- Liu Xiaotong
- Shan Danna
- Xu Yunli
- Hui Ruoqi
- Chen Zhan
- Wang Huimin
- Wang Na

## Deutschland
Die DVV-Auswahl qualifizierte sich als Finalist der Europameisterschaft 2013 direkt für die WM. Bisher konnten deutsche Frauen noch keine WM-Medaillen gewinnen. Nachdem die DDR 1974 und 1986 jeweils den vierten Platz belegt hatte, kam das wiedervereinte Deutschland 1994 auf den fünften Rang. Bei der WM 2010 wurde die deutsche Mannschaft Siebter.
| Name                                                                          | Nr. | Größe  | Geburtsdatum  | Position | Verein                |
| ----------------------------------------------------------------------------- | --- | ------ | ------------- | -------- | --------------------- |
| Mareen Apitz                                                                  | 20  | 1,82 m | 26. März 1987 | Z        | RC Cannes             |
| Heike Beier                                                                   | 12  | 1,84 m | 9. Dez. 1983  | AA       | Aluprof Bielsko-Biała |
| Maren Brinker                                                                 | 4   | 1,86 m | 10. Juli 1986 | AA       | Pallavolo Montichiari |
| Lenka Dürr                                                                    | 1   | 1,70 m | 10. Dez. 1990 | L        | Igtisadchi Baku       |
| Christiane Fürst                                                              | 11  | 1,92 m | 29. März 1985 | MB       | Eczacıbaşı Istanbul   |
| Jennifer Geerties                                                             | 6   | 1,86 m | 5. Apr. 1994  | AA       | Schweriner SC         |
| Stefanie Karg                                                                 | 9   | 1,89 m | 22. Okt. 1986 | MB       | VK Prostějov          |
| Margareta Kozuch                                                              | 14  | 1,87 m | 30. Okt. 1986 | D        | Shanghai Eastbest     |
| Louisa Lippmann                                                               | 3   | 1,91 m | 23. Sep. 1994 | AA/D     | Dresdner SC           |
| Jennifer Pettke                                                               | 7   | 1,87 m | 29. Mai 1989  | MB       | 1. VC Wiesbaden       |
| Wiebke Silge                                                                  | 18  | 1,90 m | 16. Juli 1996 | MB       | USC Münster           |
| Lisa Thomsen                                                                  | 15  | 1,72 m | 20. Aug. 1985 | L        | Lokomotiv Baku        |
| Laura Weihenmaier                                                             | 19  | 1,80 m | 4. Apr. 1991  | D        | Schweriner SC         |
| Kathleen Weiß                                                                 | 2   | 1,71 m | 2. Feb. 1984  | Z        | VK Prostějov          |
| Trainer: Giovanni Guidetti, Italien; Co-Trainer: Felix Koslowski, Deutschland |     |        |               |          |                       |

## Dominikanische Republik
- Annerys Vargas
- Marianne Fersola
- Brenda Castillo
- Niverka Marte
- Cándida Arias
- Rosalín Ángeles
- Prisilla Rivera
- Yonkaira Peña
- Gina Mambrú
- Bethania de la Cruz
- Ana Binet
- Brayelin Martínez

## Italien
- Paola Cardullo
- Noemi Signorile
- Monica De Gennaro
- Raphaela Folie
- Nadia Centoni
- Francesca Ferretti
- Cristina Chirichella
- Francesca Piccinini
- Valentina Arrighetti
- Eleonora Lo Bianco
- Antonella Del Core
- Caterina Bosetti
- Valentina Diouf
- Carolina Del Pilar Costagrande

## Japan
- Miyu Nagaoka
- Hitomi Nakamichi
- Saori Kimura
- Arisa Takada
- Arisa Sato
- Mai Yamaguchi
- Mizuho Ishida
- Yuki Ishii
- Risa Shinnabe
- Yukiko Ebata
- Saori Sakoda
- Kana Ono
- Sayaka Tsutsui
- Haruka Miyashita

## Kamerun
- Stephanie Fotso Mogoung
- Christelle Tchoudjang Nana
- Roline Tatchou Nyoyo
- Fride Octavie Mekong À Iroume
- Juliette Asta Gamkoua
- Laetitia Moma Bassoko
- Henriette Nadege Koulla
- Esther Canelle Eba'a Mballa
- Marthe Armelle Bilee Etoga
- Berthrade Simone Flore Bikatal
- Victoire Pauline L'or Ngon Ntame
- Abdoulkarim Fawziya
- Sandrine Gladys Magon A Anoko
- Leonce Nadine Nyadjo Nguepmegne

## Kanada
- Janie Guimond
- Lisa Barclay
- Brittney Page
- Kyla Richey
- Jaimie Thibeault
- Tabitha Love
- Marisa Field
- Tesca Andrew-Wasylik
- Lucille Charuk
- Rebecca Pavan
- Megan Cyr
- Shanice Marcelle
- Jennifer Lundquist
- Dana Cranston

## Kasachstan
- Tatjana Mudrizkaja
- Lyudmila Issayeva
- Sana Anarkulova
- Lyudmila Anarbayeva
- Olga Nassedkina
- Alena Omelchenko
- Korinna Ishimtseva
- Irina Lukomskaya
- Marina Storozhenko
- Inna German
- Radmila Beresneva
- Yana Yagodina
- Inna Matveyeva
- Tatyana Fendrikova

## Kroatien
- Senna Ušic Jogunica
- Ana Grbac
- Nikolina Jelić
- Antonija Kaleb
- Bernarda Ćutuk
- Mia Jerkov
- Ivana Miloš
- Sanja Popović
- Samanta Fabris
- Karla Klarić
- Bernarda Brčić
- Jelena Alajbeg
- Maja Poljak
- Marija Ušić

## Kuba
- Regla Rainierys Gracia Gonzalez
- Alena Rojas Orta
- Melissa Teresa Vargas Abreu
- Yamila Hernandez Santas
- Daymara Lescay Cajigal
- Emily Borrell Cruz
- Gretell Elena Moreno Borrero
- Dairilys Margarita Cruz Perez
- Dayami Sanchez Savon
- Heidy Casanova Alvarez
- Sulian Caridad Matienzo Linares
- Jennifer Yanet Alvarez Hernandez

## Mexiko
- Gema Leon
- Lizeth Lopez
- Claudia Lizbeth Resendiz Lopez
- Andrea Rangel
- Dulce Carranza
- Alejandra Patricia Segura Maldonado
- Lizbeth Sainz
- Marion Frias
- Claudia Rios
- Jocelyn Urias
- Zaira Orellana
- Jazmin Hernandez
- Ana Valle
- Kaomi Solis

## Niederlande
- Femke Stoltenborg
- Yvon Beliën
- Celeste Plak
- Robin de Kruijf
- Quinta Steenbergen
- Judith Pietersen
- Myrthe Schoot
- Lonneke Slöetjes
- Anne Buijs
- Manon Flier
- Laura Dijkema
- Kirsten Knip
- Carlijn Jans
- Quirine Oosterveld

## Puerto Rico
- Debora Seilhamer
- Shara Venegas
- Vilmarie Mojica
- Yarimar Rosa
- Stephanie Enright
- Aurea Cruz
- Karina Ocasio
- Natalia Valentin
- Alexandra Oquendo
- Sheila Ocasio
- Lynda Morales
- Vanesa Velez

## Russland
- Jana Walerjewna Schtscherban
- Irina Wladimirowna Sarjaschko
- Alexandra Arkadjewna Passynkowa
- Swetlana Walentinowna Krjutschkowa
- Natalija Olegowna Obmotschajewa
- Jekaterina Wadimowna Kosjanenko
- Jekaterina Alexandrowna Gamowa
- Jewgenija Alexandrowna Starzewa
- Irina Andrejewna Fetissowa
- Tatjana Sergejewna Koschelewa
- Julija Wladimirowna Podskalnaja
- Natalja Nikolajewna Malych
- Anna Nikolajewna Malowa
- Regina Wiktorowna Moros

## Serbien
- Jovana Brakočević
- Bojana Živković
- Nataša Krsmanović
- Tijana Malešević
- Brižitka Molnar
- Brankica Mihajlović
- Maja Ognjenović
- Stefana Veljković
- Jelena Nikolić
- Nadja Ninković
- Milena Rašić
- Silvija Popović
- Suzana Ćebić
- Tijana Bošković

## Thailand
- Wanna Buakaew
- Yupa Sanitklang
- Hattaya Bamrungsuk
- Sineenat Phocharoen
- Chatchu-On Moksri
- Wanitchaya Luangtonglang
- Jarasporn Bundasak
- Pornpun Guedpard
- Kuttika Kaewpin
- Ajcharaporn Kongyot
- Kannika Thipachot
- Soraya Phomla

## Tunesien
- Fatma Agrebi
- Chaima Ghobji
- Meriem Mami
- Nihel Ghoul
- Rahma Agrebi
- Kaouthar Jemaii
- Maissa Lengliz
- Maroua Boughanmi
- Meserra Ben Halima
- Marwa Barhoumi
- Wafa Mnassar
- Mariem Brik

## Türkei
- Güldeniz Önal
- Gözde Kırdar Sonsırma
- Gizem Karadayi
- Kübra Akman
- Polen Uslupehlivan
- Seda Tokatlıoğlu
- Bahar Toksoy Guidetti
- Seniye Merve Dalbeler
- Naz Aydemir Akyol
- Neriman Özsoy
- Meliha İsmailoğlu
- Asuman Karakoyun
- Ceylan Arısan
- Özgenur Yurtdagülen

## USA
- Alisha Glass
- Kayla Banwarth
- Courtney Thompson
- Nicole Davis
- Kristin Lynn Hildebrand
- Jordan Quinn Larson-Burbach
- Kelly Murphy
- Christa Harmotto Dietzen
- Nicole Fawcett
- Kimberly Hill
- Foluke Akinradewo
- Kelsey Robinson
- Tetori Dixon
- Rachael Adams